# N-Carboxymethyl-N-nitrosoharnstoff
N-Carboxymethyl-N-nitrosoharnstoff ist eine chemische Verbindung aus der Gruppe der Nitrosoharnstoffe und Carbonsäuren. Sie leitet sich formal von Glycin ab.

## Vorkommen
N-Carboxymethyl-N-nitrosoharnstoff ist eine natürlich vorkommende Verbindung, die hauptsächlich aus der Reaktion von Glycocyamin oder Hydantoinsäure mit Nitriten entsteht, die oft in der menschlichen Nahrung enthalten sind.

## Gewinnung und Darstellung
N-Carboxymethyl-N-nitrosoharnstoff kann im Labor durch Reaktion von Hydantoinsäure mit Natriumnitrit gewonnen werden.

## Eigenschaften
N-Carboxymethyl-N-nitrosoharnstoff ist in sauren Lösungen stabil, wird aber unter alkalischen Bedingungen abgebaut. Die Halbwertszeit beträgt unter sauren Bedingungen (pH-Wert < 6) mehr als 50 Stunden, in neutraler Lösung 14 Stunden, bei einem pH-Wert von 8 2,7 Stunden und bei einem pH-Wert über 8 weniger als eine Stunde. Die Verbindung ist wie andere Alkylnitrosoharnstoff-Verbindungen empfindlich gegenüber Licht.

## Sicherheitshinweise
N-Carboxymethyl-N-nitrosoharnstoff ist ein direkt wirkendes Mutagen und Klastogen.

## Regulierung
Über den Safe Drinking Water and Toxic Enforcement Act of 1986 besteht in Kalifornien seit 25. Januar 2002 eine Kennzeichnungspflicht für Produkte, die N-Carboxymethyl-N-nitrosoharnstoff enthalten.